# Parque natural regional Santurbán Mutiscua-Pamplona

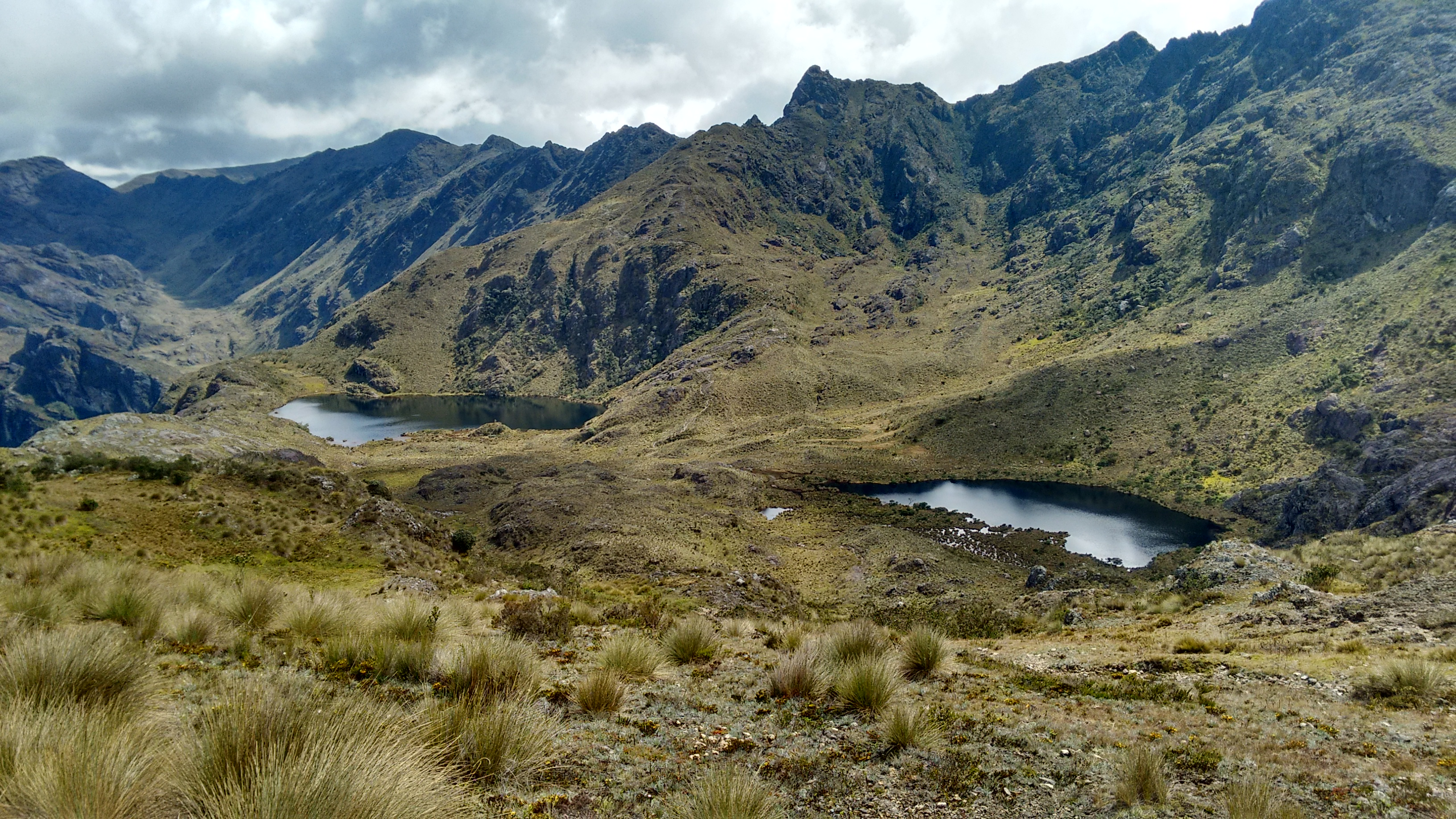
Laguna Macho (derecha) y Surcura (izquierda) dentro del parque natural Regional Santurbán Mutiscua-Pamplona

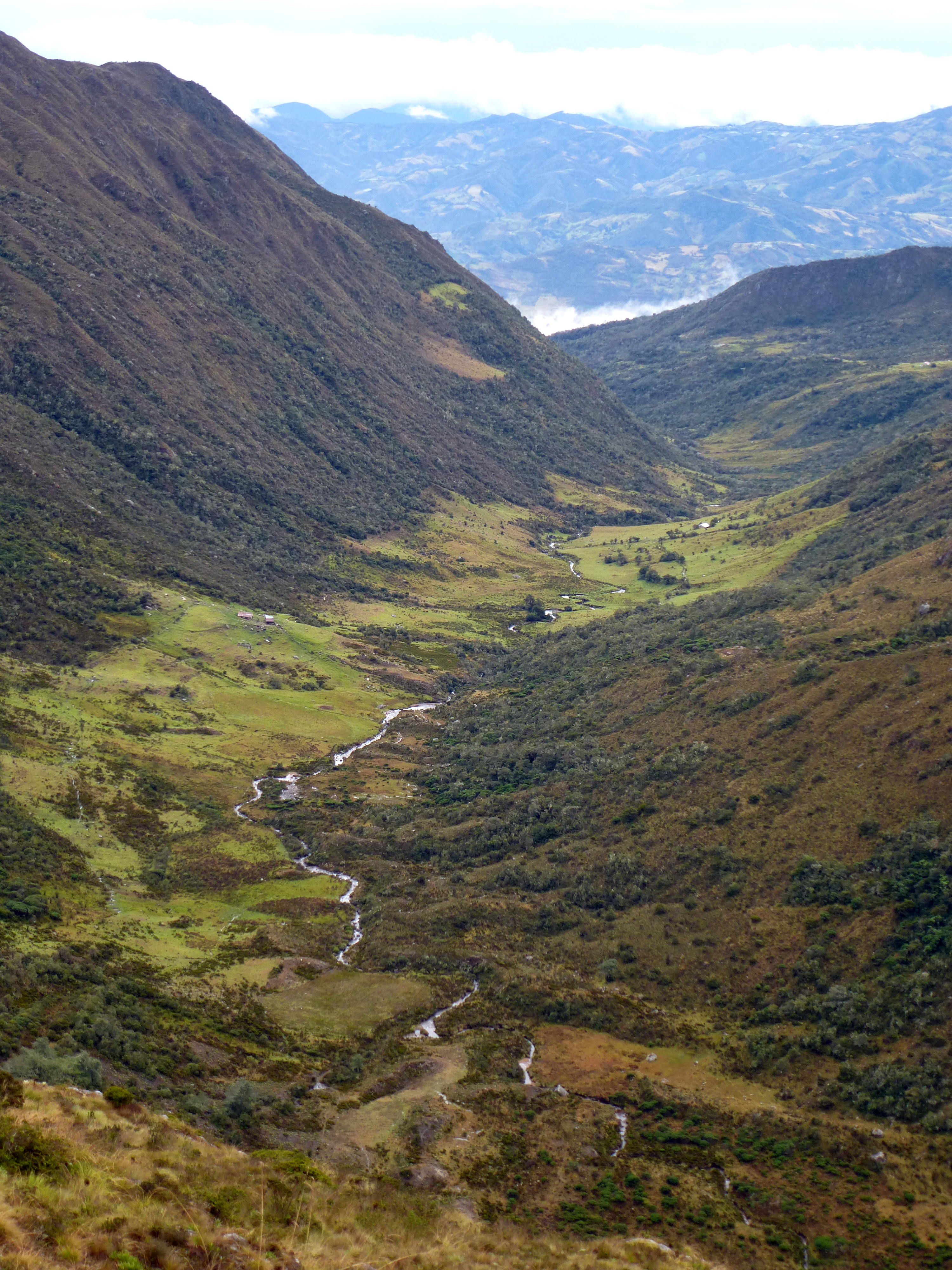
Valle Los Salados, Mutiscua, PNR Santurbán Mutiscua-Pamplona

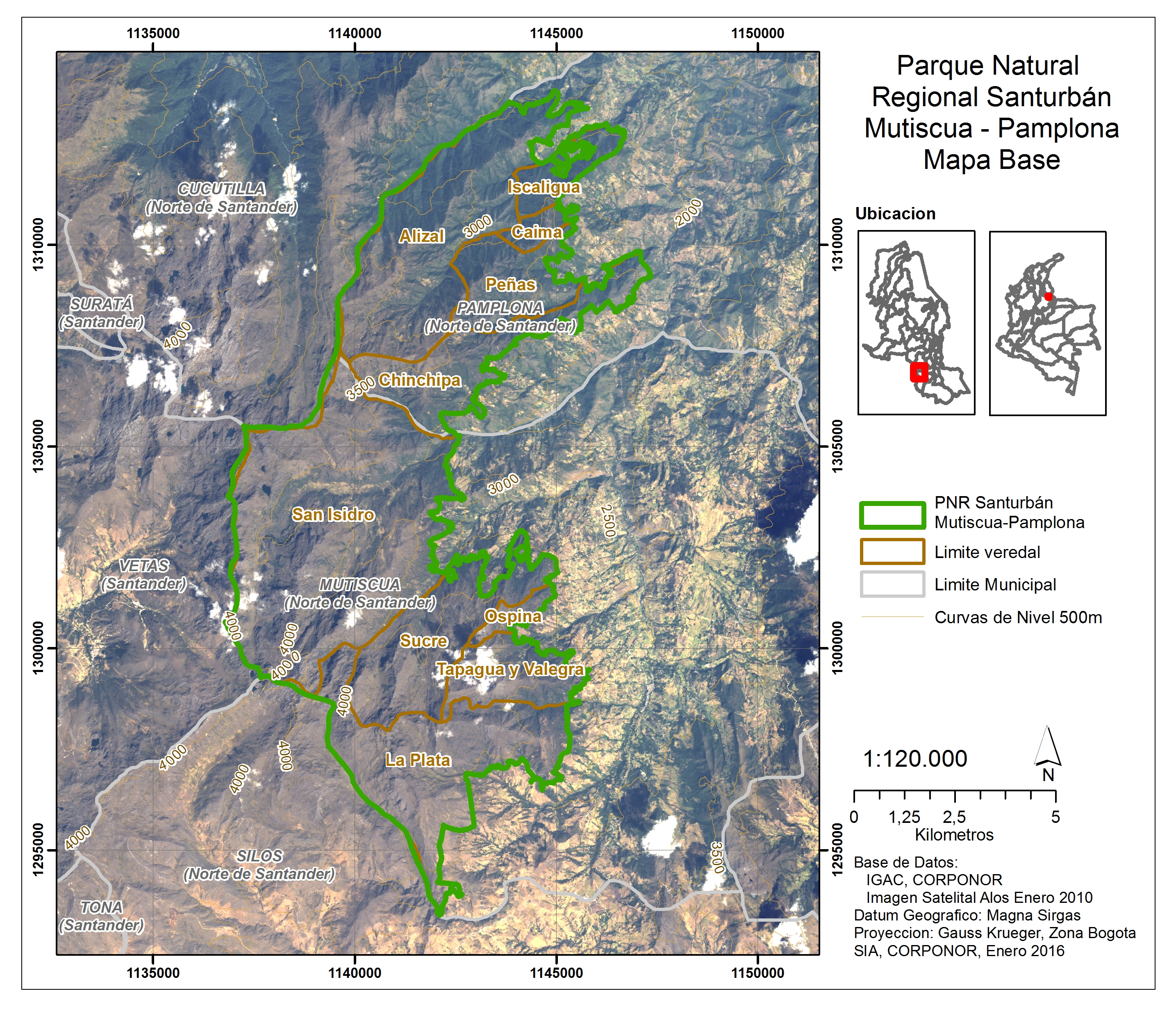
Mapa Base PNR Santurbán Mutiscua-Pamplona

El parque natural Regional Santurbán Mutiscua-Pamplona es un área natural protegido de Colombia, que se localiza en la parte alta de la cuenca del Río Zulia en el Páramo de Santurbán.

## Contexto del área
El parque natural Regional Santurbán Mutiscua-Pamplona se encuentra en la unidad biogeográfica de Santurbán, territorio en el que los Departamentos de Santander y Norte de Santander comparten cerca de 200.000 has de páramos y bosques alto andinos. 
El Parque fue declarado el 28 de diciembre de 2015 bajo la categoría de un parque natural Regional. Sus 9.389 hectáreas abarcan un rango altitudinal entre los 2.102 y los 4.135 m s. n. m. cubriendo las formaciones vegetales conocidas como bosque andino, altoandino y páramos en parte del nudo de Santurbán.  Políticamente se encuentra en el departamento de Norte de Santander, compartido entre los municipios de Mutiscua y Pamplona , comprende partes de las veredas La Plata, San Isidrio, Ospina, Sucre y Tapagua y Valegra en el municipio de Mutiscua y Caima, Alizal, Iscaligua, Peñas y Chinchipa en el municipio de Pamplona. 
De los 151 predios del Parque 8 son de propiedad público (Alcaldía, Gobernación, Corponor), los que comprenden el 9,4% del área (886 has), 143 Predios son de propiedad privada, de las cuales 72 se encuentran totalmente dentro del Parque y 70 parcialmente.
El área es un sitio estratégico como reserva natural y zona de recarga y regulación de agua, produciendo un caudal estimado de 4.1m³ cada segundo, clave para el desarrollo local (trucha, agricultura) y regional, representado en la central termoeléctrica Tasajero, el acueducto de Cúcuta, el cultivo de cerca de 16 mil hectáreas de café, el distrito de riego del Zulia, y para el proyecto del embalse multipropósito del Cínera. Además, el Parque Regional posee una alta riqueza en flora, fauna y microbiota y ofrece paisajes andinos potenciales para el turismo.

## Descripción del área

### Aspectos biofísicos
El área presenta una cobertura predominante de vegetación de páramo (herbazal denso) con un 72%, seguido del bosque natural denso con el 14 % y arbustos y matorrales en un 12% del área. En menor proporción (1%) se encuentran mosaicos de pastos y espacios naturales. En síntesis el 98% del área presenta coberturas de origen natural y el 2% corresponde a coberturas de origen cultural, lo cual evidencia un muy buen nivel de conservación.

### Flora
En cada uno de los ecosistemas la cobertura tiene sus propias características; en el bosque altoandino cambia según la localización. La existente en San Isidro, Sucre y otros lugares de Mutiscua, tiene menos especies y son de mayor altura, y se han seleccionado entre ellas, dominando El Loto (Ocotea calophylla), Encenillo (Weinmannia tomentosa), Melastomataceas de los Géneros Miconia, Axitzaea, varias Myrtaceae, Chusques (Chusquea spp) y Gaita (Ripidocladum geminatum). Han desaparecido varias del subpáramo que son pioneras de rápido crecimiento quedando establecidas sola aquellas propias de un bosque maduro.
El bosque Altoandino hallado en Chinchipa, Carrizal y Peñas en Pamplona está compuesto de Loto (Ocotea calophylla), Encenillo de hoja grande (Weinmania sorbifolia) y gran presencia de Clusia multiflora. Los dos transectos hechos, para este tipo de bosque, muestran un cambio en la estructura y composición florística del mismo; aquí hay mayor número de especies; aún se hallan algunas pioneras de rápido crecimiento, mayor número de árboles por área, domina el Weinmannia y Clusia, o sea Encenillales y Gacales.
La cobertura del subpáramo es muy parecida en los dos transectos hechos y otros lugares observados, el número de especies es mayor que para el bosque altoandino, existe una mezcla de vegetación de páramo y especies del bosque altoandino. Hay muchos individuos por especie, son de porte bajo y poco diámetro; la presencia de especies de páramo se limitan hasta cierto momento que el dosel se cierre y haya selección natural entre ellas, desaparecen aquellas del páramo propiamente dicho y las de rápido crecimiento y pioneras de los subpáramos. 
El páramo propiamente dicho cambia de especies de un lugar a otro, cuando se hace la comparación de coberturas entre los inventarios, cinco realizados, se ve que el parecido es mínimo, en una escala de parecido de 1 aquellos totalmente diferentes en su composición, 10 iguales o exactamente igual, las máxima parecencia hallada fue 4 o sea medianamente parecidos. Pero a medida que puedan crecer las especies, disminuyendo las limitaciones causadas por el laboreo del campesino, la presencia de ganado y condiciones climáticas crecen más y el parecido es mayor. 

### Fauna
Respecto a las aves, la composición avifaunística consistió en 226 registros correspondientes a 32 especies de aves clasificadas en 16 familias taxonómicas y a 6 Órdenes, las cuales en su mayoría fueron avistadas en los recorridos,. Algunos registros correspondieron a capturas con red, registros de tres especies identificadas por cantos y dos especies por entrevistas con los nativos Vultur gryphus (cóndor andino) una especie carroñera casi amenazada que habita el sub páramo y el páramo andinos y Gallinago nobilis el cual a diferencia de V. gryphus se pudo observar en campo.
La especie más abundante en la totalidad del muestreo fue la tangara escarlata Anisognathus igniventris que se avistó forrajeando en el dosel y conformando en mayoría bandadas mixtas junto con Mecocerculus leucophrys, Myioborus ornatus y Buthraupis montana. Otras especies abundantes fueron Turdus fuscater, Troglodytes aedon, Orochelidon murina, Phrygilus unicolor, Chalcostigma heteropogon, Mecocerculus leucophrys y Tangara vassorii, todas especies comunes de zonas altas
En Mamíferos, Anfibios y Reptilesm, se encontraron 18 especies, Leopardus tigrinus (Tigrillo), Leopardus pardalis (Tigrillo), Mazama Rufina (Venado locho), Osornophryne percrassa (Sapo de páramo), se encuentran en la categoría VU (Vulnerables) de la UICN. Dasypus novemcinctus (Armadillo de nueve bandas) se halla en la categoría EN (en peligro). En CR (estado crítico) está el venado coliblanco (Odoqueylus virginianus). Los demás, como son: Puma concolor (León de montaña), Silvilagus brasiliensis (Conejo silvestre), Agouti taczanowskii (lapa de páramo), Nasua nasua (Guache), Conepatus semistriatus (Mapuro), Didelphys marsupialis (Fara o Chucha), Dendropsophus labialis (Rana andina) están fuera de peligor (LC), los restantes o sea: Cnemidophorus lemniscatus (Lagartico lobito), Estenocercus sp (Lagarto de páramo), Mastigodryas bifossatus ( serpiente cazadora), Hyla sp (Rana) no tienen datos.

### Clima
En cuanto al clima, típico del páramo, se caracteriza por ser frío a extremadamente frío, temperaturas mínimas por debajo de 0 °C y máximas que superan los 35 °C. En temperatura promedio, en las zonas altas del parque natural Regional la temperatura fluctúa entre 6-7 °C mientras que las zonas bajas pueden tener una temperatura promedia más alta de hasta 15 °C.
El área presenta un rango de precipitación anual entre 1.100 hasta 1.600 mm, siendo mayor en las lomas ubicadas en el noroeste del área y una menor precipitación en el sureste de la misma. Teniendo en cuenta que la precipitación es alta se deduce que el aporte de caudal es significativo a la cuenca del Río Zulia. A esta precipitación en forma de lluvia se agrega una constante precipitación horizontal en la parte alta de la zona propuesta, la cual no es medida por las estaciones pluviométricos del IDEAM, pero que está descrita en varias publicaciones científicas sobre el ecosistema del páramo.

## Bienes y servicios ambientales
En el municipio de Mutiscua en el área del PNR nacen las quebradas Pantano Colorado, Los Salados, Las Arias, quebrada Isidora, quebrada Lorenzo, quebrada Las Pavas; quebrada La Laguna, quebrada La Honda, quebrada Valegrá, quebrada Torrecillas y Chorreron, que forman el río La Plata en la parte alta. La quebrada Chorreron abastece el acueducto municipal de Mutiscua. 
En el área del municipio de Pamplona, nacen las quebradas el Cañutal, quebrada de Juana, quebrada Circua, quebrada Culagá, quebrada Puertecitas, quebrada el Alizal, quebrada las peñas y quebrada los quemados, todas éstas, tributarias del río La Plata y Zulasquilla que además abastecen los acueductos veredales de Chinchipa, Peñas, Alizal e Iscaligua
Cuantificando la oferta Hídrica se estima que dentro del área se produce constantemente un caudal promedio de 4.100 litros/s, es decir 4,1 m³/s. Gracias al buen estado de conservación del área, este caudal baja con una alta calidad y con un muy bajo grado de sedimentación.
Con la cantidad de agua producida en el área, se abastecen los acueductos veredales y municipales y se sustenta el desarrollo rural. De la oferta hídrica depende la producción tecnificada de hortalizas que surten las plazas de mercado de Pamplona, Cúcuta y Bucaramanga. A nivel regional este páramo produce cantidad del agua necesaria para mantener la economía del norte del departamento (Valle del Zulia y Región del Catatumbo). 

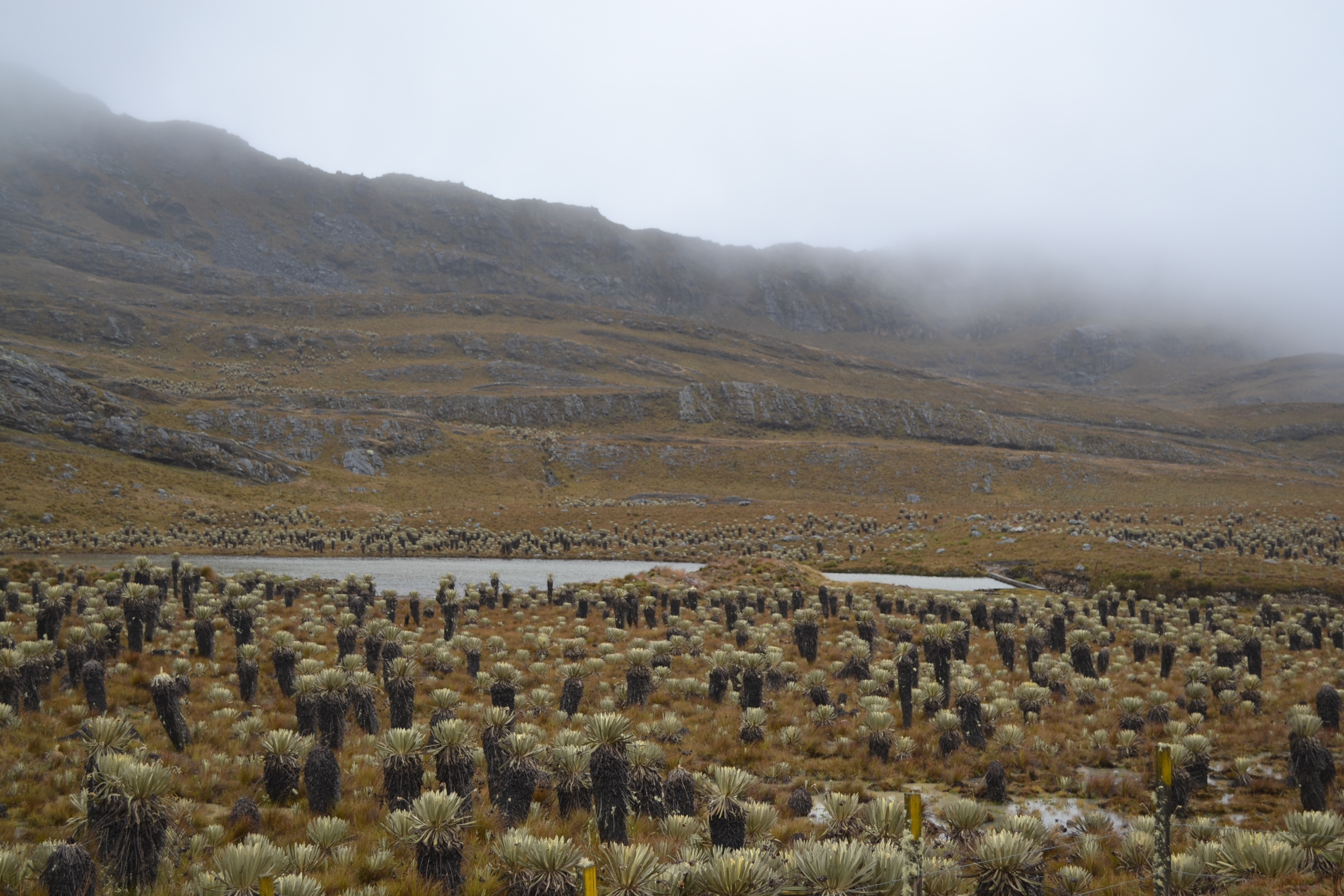
Vista del páramo.

Gran parte de la economía de Norte de Santander depende del agua producida en el Páramo de Santurbán y por lo tanto también del área del PNR Santurbán Mutiscua-Pamplona: 12.000 Productores de Café en la cuenca utilizan el agua como base de su económica, igual como el sector arrocero, cual por en el distrito de riego de Río Zulia, administrado por Asozulia y con 1.400 productores de arroz asociados, utiliza un caudal constante de 14 m³/s del agua de la cuenca. La central térmica de Tasajero (Termotasajero), capta un caudal constante de 7m³/s del Río Zulia para los procesos de enfriamiento de las turbinas para la generación eléctrica. La planta, gracias al agua fría y limpia del Río Zulia genera actualmente 330Mw/h de energía.
El Páramo y el Bosque andino del área de la declaratoria cumplen una importante función en la regulación del ciclo hidrológico de la cuenca: favorecen la regularidad de la precipitación de la zona a través de continuo bombeo de agua del suelo hacia la atmósfera por medio de la transpiración de las plantas. Durante lluvias torrenciales, las copas de los árboles interceptan una gran cantidad de agua y así disminuyen el riesgo de inundación y/o socavaciones en la parte mediana y baja de la cuenca, lo que apoya evadir el daño y la pérdida de infraestructura durante inviernos fuertes. Durante épocas de sequías el bosque en un buen estado de conservación es capaz de devolver a la cuenca el agua que ha almacenado durante las temporadas lluviosas y así disminuye el riesgo de que la población y la economía de Norte de Santander sea afectada gravemente durante las temporadas secas. Además la protección de la cobertura vegetal del área disminuye significativamente el riesgo de deslizamientos y la pérdida de suelos a través de la erosión.
En el aspecto de cambio climático hay que constar que las 1.352 hectáreas de bosque del área y los suelos tienen una función importante como almacén de carbono. Aplicando metodologías desarrollados por el IDEAM, la fundación Moore y la Universidad Nacional de Colombia, se puede estimar que dentro de los bosques del área propuesta se almacenen un total de 154.572 toneladas de carbono. En los suelos paramunos del Parque, aplicando metodologías de García Partilla (2003), se estima que se encuentran secuestrados uno 589.163 toneladas de CO2. Conservar esta biomasa, evitando su degradación, aporta a la meta global de mitigar el cambio climático evitando la liberación del carbono y el subsiguiente aumento del dióxido de carbono en la atmósfera.